# 297 av. J.-C.
Cette page concerne l'année 297 av. J.-C. du calendrier julien proleptique.

## Événements
- 17 février (11 avril du calendrier romain) : début à Rome du consulat de Quintus Fabius Maximus Rullianus et Publius Decius Mus[1].
  - Le consul Fabius bat les Samnites à la bataille de Tifernum[1] pendant que son collègue Publius Decius Mus vainc leurs alliés Apuliens près de Beneventum[2].
- Mai : bref règne de Philippe IV de Macédoine à la mort de Cassandre. À sa mort quatre mois plus tard, ses frères Antipater et Alexandre se partagent le royaume de Macédoine[3].
- Lacharès s'empare du gouvernement à Athènes[3].
- Début du second règne de Pyrrhus Ier, roi des Molosses (Épire) (fin en 272 av. J.-C.). Il reprend le pouvoir avec le soutien des troupes de Ptolémée Ier et règne conjointement avec son cousin Néoptolème, mort empoisonné en 295 av. J.-C.[4].

## Décès en 297 av. J.-C.
- Mai : Cassandre de Macédoine.
- Philippe IV de Macédoine, son fils.